# Communauté de communes Pays d'Uzès
La communauté de communes Pays d'Uzès est une communauté de communes française située dans le département du Gard et la région Occitanie, dont le siège est situé à Uzès.

## Historique
L'établissement public de coopération intercommunale a vu le jour en 2013 sous l'impulsion de Nicole Perez (SE), maire de Flaux et présidente de la communauté de communes de l'Uzège (2008 - 2012) qui présidait également l'entente intercommunale préfigurant la nouvelle communauté de communes. 
Le périmètre de la nouvelle communauté de communes a été acté par un arrêté du 16 juillet 2012. Il couvre la communauté de communes de l'Uzège, la communauté de communes du Grand Lussan et 7 communes isolées : Aubussargues, Baron, Bourdic, Collorgues, Foissac, Garrigues-Sainte-Eulalie, Saint-Dézéry. La communauté de communes est entrée en vigueur le 1er janvier 2013.
Le 1er janvier 2017, elle s'étend à la commune de Moussac, issue de la communauté de communes de Leins Gardonnenque.
Le 31 décembre 2019, elle s'étend à la commune de Bouquet, issue d'Alès Agglomération.
Le 1er janvier 2022, elle intègre la commune Argilliers.
Le 1er janvier 2024, la commune de Castillon-du-Gard rejoint l'intercommunalité.

## Territoire communautaire

### Composition
La communauté de communes est composée des 35 communes suivantes :

| Nom                         | Code Insee | Gentilé           | Superficie (km2) | Population (dernière pop. légale) | Densité (hab./km2) |
| --------------------------- | ---------- | ----------------- | ---------------- | --------------------------------- | ------------------ |
| Uzès (siège)                | 30334      | Uzétiens          | 25,41            | 8 360 (2022)                      | 329                |
| Aigaliers                   | 30001      | Aigaliérois       | 28,06            | 534 (2022)                        | 19                 |
| Argilliers                  | 30013      | Argilliérois      | 6,67             | 441 (2022)                        | 66                 |
| Arpaillargues-et-Aureillac  | 30014      | Arpaillargois     | 13,67            | 1 048 (2022)                      | 77                 |
| Aubussargues                | 30021      | Aubussargois      | 8,52             | 326 (2022)                        | 38                 |
| Baron                       | 30030      | Baronnais         | 10,06            | 338 (2022)                        | 34                 |
| La Bastide-d'Engras         | 30031      | Bastidains        | 9,85             | 204 (2022)                        | 21                 |
| Belvézet                    | 30035      | Belvézetiens      | 22,86            | 235 (2022)                        | 10                 |
| Blauzac                     | 30041      | Blauzacois        | 15,9             | 1 228 (2022)                      | 77                 |
| Bouquet                     | 30048      | Bouquetins        | 30,26            | 197 (2022)                        | 6,5                |
| Bourdic                     | 30049      | Bourdicois        | 7,34             | 364 (2022)                        | 50                 |
| La Bruguière                | 30056      | Bruguiérois       | 16,43            | 331 (2022)                        | 20                 |
| La Capelle-et-Masmolène     | 30067      | Capellénois       | 24,45            | 421 (2022)                        | 17                 |
| Castillon-du-Gard           | 30073      | Castillonais      | 17,38            | 1 681 (2022)                      | 97                 |
| Collorgues                  | 30086      | Collorgois        | 9,27             | 670 (2022)                        | 72                 |
| Flaux                       | 30110      | Flausois          | 10,68            | 338 (2022)                        | 32                 |
| Foissac                     | 30111      | Foissacois        | 3,8              | 449 (2022)                        | 118                |
| Fons-sur-Lussan             | 30113      | Fonsois           | 10,49            | 228 (2022)                        | 22                 |
| Fontarèches                 | 30115      | Fontaréchois      | 13,42            | 255 (2022)                        | 19                 |
| Garrigues-Sainte-Eulalie    | 30126      | Garrigois         | 10               | 762 (2022)                        | 76                 |
| Lussan                      | 30151      | Lussanais         | 46,92            | 531 (2022)                        | 11                 |
| Montaren-et-Saint-Médiers   | 30174      | Montadiérois      | 19,42            | 1 390 (2022)                      | 72                 |
| Moussac                     | 30184      | Moussacois        | 7,4              | 1 564 (2022)                      | 211                |
| Pougnadoresse               | 30205      | Pougnadoressois   | 7,65             | 263 (2022)                        | 34                 |
| Saint-Dézéry                | 30248      | Saint-Dézéryens   | 6,01             | 459 (2022)                        | 76                 |
| Saint-Hippolyte-de-Montaigu | 30262      | Saint-Hippolytais | 4,05             | 249 (2022)                        | 61                 |
| Saint-Laurent-la-Vernède    | 30279      | Vernédois         | 11,8             | 707 (2022)                        | 60                 |
| Saint-Maximin               | 30286      | Saint-Maximinois  | 9,9              | 794 (2022)                        | 80                 |
| Saint-Quentin-la-Poterie    | 30295      | Saint-Quentinois  | 24,06            | 3 110 (2022)                      | 129                |
| Saint-Siffret               | 30299      | Saint-Siffretois  | 11,28            | 1 121 (2022)                      | 99                 |
| Saint-Victor-des-Oules      | 30301      | Saint-Victoriens  | 4,77             | 308 (2022)                        | 65                 |
| Sanilhac-Sagriès            | 30308      | Sanigriésois      | 22,1             | 832 (2022)                        | 38                 |
| Serviers-et-Labaume         | 30319      | Serviérois        | 12,22            | 609 (2022)                        | 50                 |
| Vallabrix                   | 30337      | Vallabrixois      | 7,94             | 415 (2022)                        | 52                 |
| Vallérargues                | 30338      | Vallérargois      | 12,73            | 132 (2022)                        | 10                 |

### Démographie
| 1968   | 1975   | 1982   | 1990   | 1999   | 2010   | 2015   | 2021   |
| ------ | ------ | ------ | ------ | ------ | ------ | ------ | ------ |
| 15 604 | 16 618 | 18 852 | 21 705 | 24 419 | 29 640 | 30 546 | 30 799 |

## Administration

### Siège
Le siège de la communauté de communes est situé à Uzès.

### Les élus
Le conseil communautaire de la communauté de communes se compose de 58 conseillers, représentant chacune des communes membres et élus pour une durée de six ans.
Ils sont répartis comme suit :
| Nombre de conseillers | Communes                                                   |
| --------------------- | ---------------------------------------------------------- |
| 16                    | Uzès                                                       |
| 6                     | Saint-Quentin-la-Poterie                                   |
| 2                     | Blauzac, Montaren-et-Saint-Médiers, Moussac, Saint-Siffret |
| 1 (+1 suppléant)      | les 28 autres communes                                     |

### Présidence
À la suite des élections municipales et communautaires de 2020, le conseil communautaire, réuni le 9 juillet 2020, élit comme président Fabrice Verdier, 1er adjoint au maire d'Uzès, ainsi que 14 vice-présidents pour constituer le bureau communautaire.
| Période      | Période      | Identité        | Étiquette | Qualité                                       |
| ------------ | ------------ | --------------- | --------- | --------------------------------------------- |
| janvier 2013 | juillet 2020 | Jean-Luc Chapon | MR        | Maire d'Uzès (depuis 1983)                    |
| juillet 2020 | En cours     | Fabrice Verdier | PS        | Premier adjoint au maire d'Uzès (depuis 2020) |

### Régime fiscal et budget
Le régime fiscal de la communauté de communes est la fiscalité professionnelle unique (FPU).